# One Piece The Movie: Dead End no Bōken
One Piece The Movie: Cuộc đua tử thần (Nhật: ONE PIECE THE MOVIE デッドエンドの冒険 Hepburn: Wan Pīsu Za Mūbī Deddo Endo no Bōken) là một bộ phim hoạt hình Nhật Bản 2003 của đạo diễn Uda Konosuke và do Suga Yoshiyuki viết kịch bản. Đây là phim chủ đề thứ tư trong loạt anime/manga One Piece.

## Phân vai
- Tanaka Mayumi vai Monkey D. Luffy
- Nakai Kazuya vai Zoro Roronoa
- Okamura Akemi vai Nami
- Yamaguchi Kappei vai Usopp
- Hirata Hiroaki vai Sanji
- Ōtani Ikue vai Tony Tony Chopper
- Yamaguchi Yuriko vai Nico Robin
- Sakai Miki vai Anaguma
- Ishida Taro vai Gasparde
- Kosugi Jūrōta vai Needles/Willy
- Miyamoto Mitsuru vai Shuraiya
- Nagai Ichirō vai Biera
- Haramaki Kōji vai Vigaro
- Inada Tetsu vai Bobby/Navy Sergeant
- Gōri Daisuke vai Pogo/Bookie
- Takemoto Eiji vai Drake
- Aono Takeshi vai Bartender

## Truyện phim
Shueisha đã tạo ra truyện chuyển thể từ phim mang tên Gekijōban One Piece: Deddo Endo no Bōken (劇場版One Piece デッドエンドの冒険, meaning One Piece The Movie: The Adventure of "Dead End") và phát hành thành hai tập truyện vào ngày 3 tháng 10 năm 2003 (ISBN 4-08-873547-1 và ISBN 4-08-873548-X).
Danh sách chương truyện tập một
1. "Deddoendo e Yōkoso" (デッドエンドへよう こそ, lit. "Welcome to the Dead End")
2. "Shuraiya to Gasupāde" (シュライヤとガスバーデ, lit. "Shuraiya and Gasparde")
3. "Rēsu Sutāto!" (レース開始!, lit. "The Race Begins!")
4. "Hiretsu Naru Wana" (卑劣なる罠, lit. "The Foul Play Is a Trap")

Danh sách chương truyện tập hai
1. "Shuraiya Totsugeki" (シュライヤ突撃, lit. "Shuraiya's Assault")
2. "Hokori" (誇り, lit. "Pride")
3. "Arashi no Naka no Gekitō" (嵐の中の激闘, lit. "Fierce Battle in the Midst of a Storm)
4. "Ketchaku" (決着, lit. "Conclusion")
5. "Asu e no Ippo" (明日への一歩, lit. "A Step Towards Tomorrow")